# 豉虫醛
豉虫醛是一种有机化合物，化学式C14H18O3，属于不饱和多酮醛，存在于豉甲科（Gyrinidae，又名豉虫科）中，因而得名，对鱼类和哺乳动物有毒，在小鼠的LD50约为45 mg/kg。